# Несвижский переулок
Несви́жский переулок — улица в центре Москвы в Хамовниках между улицей Льва Толстого и переулком Хользунова.

## Происхождение названия
Существуют две версии происхождения названия. По одной переулок назван по фамилии домовладельца князя Несвицкого (позже искажённой), по другой по Несвижскому гренадерскому полку, стоявшему в Хамовнических казармах, вдоль которых проходит этот переулок. Несвиж — город бывшей Минской губернии.

## Описание
Несвижский переулок начинается от улицы Льва Толстого, проходит на юго-запад параллельно Комсомольскому проспекту, слева от него отходит Ксеньинский переулок, соединяющий его с Комсомольским проспектом, затем справа — Языковский, заканчивается на переулке Хользунова.

## Примечательные здания и сооружения
По нечётной стороне:
- № 3 — Ксеньинский приют (1899, архитектор Н. Е. Марков; 1902, архитектор В. Ф. Жигардлович), химический факультет МПГУ, библиотека МПГУ, филиал № 3;
- Хамовнические казармы

По чётной стороне:
- № 6 — жилой дом. Здесь жила актриса Инна Ульянова[1].
- № 14 — жилой дом. Здесь в последние годы жизни жил советский государственный и партийный деятель Б. Е. Щербина[2].